# Козыдуб, Ольга Вячеславовна
Ольга Вячеславовна Козыдуб (род. 4 октября 1991 года) — российская спортсменка, пловец-марафонец, мастер спорта международного класса, член сборной команды России по плаванию на открытой воде.

## Спортивные достижения
1. Победитель общего зачета FINA Grand Prix по плаванию на открытой воде 2013 года, 2016 года;
2. Серебряный призёр Чемпионата Европы по плаванию на открытой воде 2016 года на дистанции 25 км;
3. Бронзовый призёр этапа Кубка мира по плаванию на открытой воде 2016 года на дистанции 10 км;
4. Победитель этапов FINA Grand Prix по плаванию на открытой воде 2012 года: (19 км Сербия), (30 км Македония), 2013 год: (57 км Аргентина), (32 км Канада), (34 км Канада), 2016 год[1]: (32 км Канада), (30 км Македония);
5. Серебряный призёр этапов FINA Grand Prix по плаванию на открытой воде 2013 года: (88 км Аргентина), (30 км Македония) 2016 года: (36 км Италия);
6. Бронзовый призёр этапов FINA Grand Prix по плаванию на открытой воде 2013 года: (15 км Аргентина), (36 км Италия);
7. Чемпионка России по плаванию на открытой воде 2015 года;
8. Серебряный призёр Чемпионата России по плаванию на открытой воде на дистанции 16 км 2013 года, 2016 года, 2018 года;
9. Бронзовый призёр Чемпионата России по плаванию на открытой воде 2011 года, 2014 года;
10. Серебряный призёр IV этапа кубка Европы по плаванию на открытой воде на дистанции 10 км, 2018 года;
11. Вице-чемпион общего зачёта кубка Европы по плаванию на открытой воде 2018 год;
12. Победитель Чемпионата России в эстафетном плавании (4 x 1250 метров) 2018 год;